# Skanör-Höll
Skanör-Höll er et strandområde og naturreservat lige øst for Skanör og er Falsterbonæssets ældste fiskerleje. Pladsen var frem til slutningen af 1970'erne ladeplads. I dag findes i stedet stalde og en stor motocrossbane samt en sommerbebyggelse med landingsbroer. Området har givet navn til bugten Höllviken, som igen senere har givet navn til den yngre by Höllviken.

## Eksterne kilder og henvisninger
- Vellinge kommun: Om Skanör Höll Arkiveret 20. august 2010 hos  Wayback Machine
- Skanör - Höllviken, Länsstyrelsen i Skåne län

55°25′12″N 12°52′24″Ø / 55.42000°N 12.87333°Ø